# Cyphostemma dysocarpum
Cyphostemma dysocarpum är en vinväxtart. Cyphostemma dysocarpum ingår i släktet Cyphostemma och familjen vinväxter.

## Underarter
Arten delas in i följande underarter:
- C. d. dysocarpum
- C. d. glandulosissimum
- C. d. pwani